# Starověká židovská filozofie

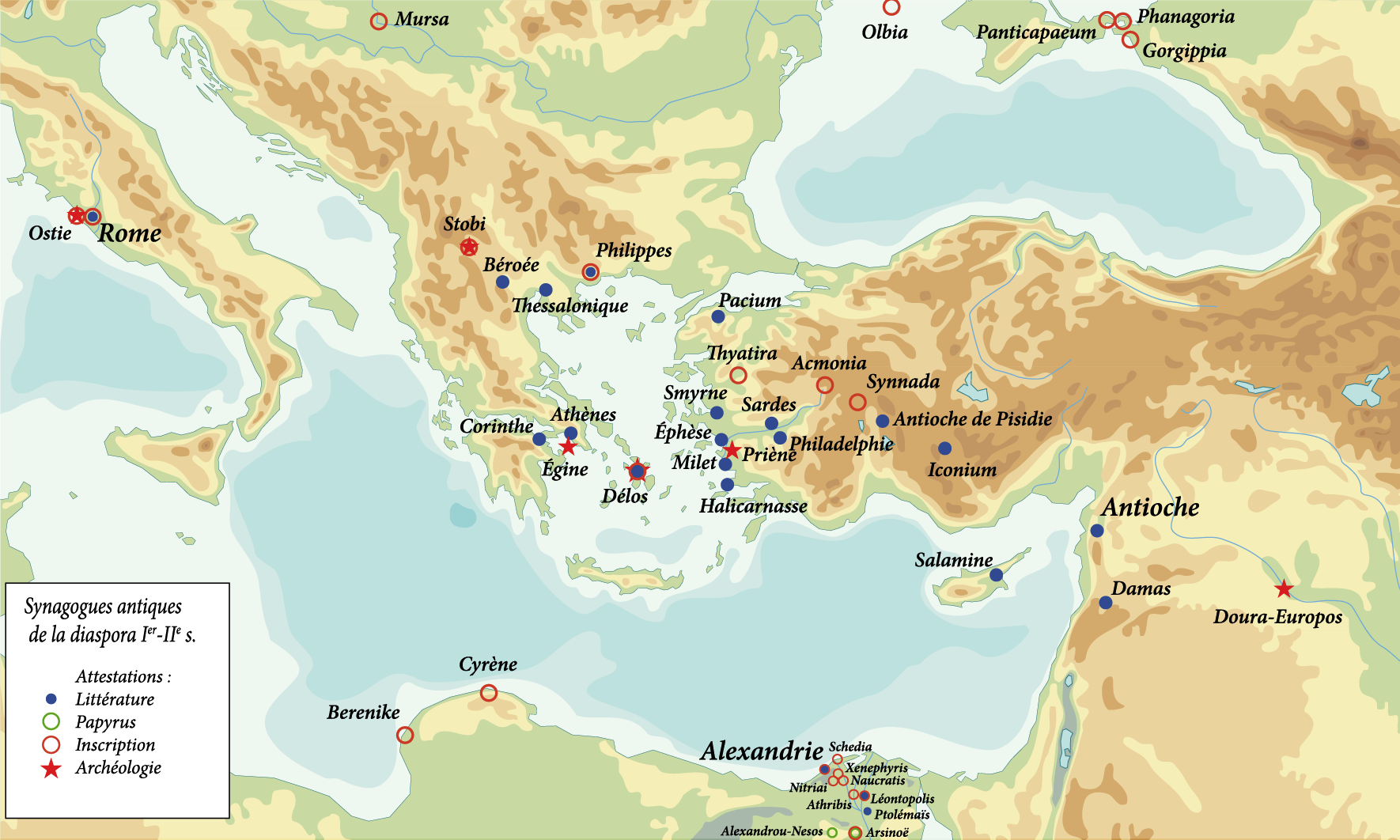
Hlavní centra židovské diaspory v 1. a 2. století n. l.

Starověká židovská filozofie vznikla ze snahy zpřístupnit judaismus helénistickému prostředí, formovanému zejména řeckou filozofií. Byla tak přirozeným pokračováním předchozího kroku, jímž byl překlad Tanachu (hebrejské Bible) do řečtiny (Septuaginta). Bible sice samozřejmě používá koncepty, s nimiž pracuje také filozofie (například monoteistický koncept Boha nebo otázka teodiceje), od filozofie jako racionálního, metodicky zajištěného a systematického zkoumání skutečnosti se však zásadně liší tím, že vychází z Božího zjevení jako posledního zdroje pravdy.
Židovská filozofie vcelku přirozeně vznikla v židovské helénistické diaspoře s centrem v egyptské Alexandrii, kde židé velmi často hovořili řecky a dostávali se do úzkého styku s pozdně řeckou vzdělaností a kulturou. V tomto kulturně vyspělém prostředí se snažili obhájit své náboženství a zároveň pomocí filozofických prostředků hlouběji pochopit smysl biblických textů. Židovští filozofové se vyrovnávali s eklektickou filozofií pozdního starověku, jež byla samozřejmou součástí tehdejší vzdělanosti a v níž se především uplatnily vlivy platonismu, stoicismu, Poseidónia, kynismu a novopythagoreismu.
Z židovské helénistické filozofie se zachovalo dílo Aristobúlovo (2. století př. n. l.), Kniha Moudrosti (3. století př. n. l.?), 4. kniha Makabejská (1. století n. l.) a především pak dílo Filóna Alexandrijského (počátek 1. století př. n. l.), jež mělo díky konceptu hypostazovaného Logu velký význam pro křesťanskou christologii.
Po první židovské válce (66-74 n. l.) však rabínský judaismus, jenž se stal stěžejním židovským myšlenkovým proudem, helénistickou filozofii odmítl, opět zdůraznil význam hebrejštiny a navázal na biblické koncepty, jež mírně modifikoval. Z vlastního učení a výkladů rabínů postupně vznikl Talmud, jenž však podobně jako Bible nepředstavoval systematické teologické či filozofické pojednání. Tato nesystematičnost ovšem umožnila dalším židovským myslitelům poměrně svobodnou interpretaci Talmudu a poskytla tak východisko k rozvoji středověké židovské filozofie.

## Filozofie a hebrejská Bible

### Biblická koncepce Boha
Židovská filozofie tak vznikla jako obhajoba a výklad judaismu pro řecky vzdělané prostředí, zejména pro řecky mluvící židy, proselyty i další sympatizanty a zájemce. Řecké filozofické pojmy v ní dostaly odlišný význam, zároveň se však biblické obsahy těmto pojmům různě přizpůsobily a přiblížily. Tak racionální filozofický pojem jednoho boha jako první příčiny, démiurga a nehybného hybatele měl velmi daleko k Bohu biblického monoteismu, jenž svou zcela svobodnou vůlí řídí dějiny, hovoří k národu, který si vyvolil, a dává mu svůj Zákon a svá přikázání.
Bible se tak staví proti magickému (bůh ovlivnitelný magickými úkony) či mytickému pojetí (bůh jako přírodní síla). Oproti mytickému cyklickému opakování dějin postavil biblický judaismus lineární obraz dějin. Bůh se svému lidu zjevil v určitém časovém okamžiku a skrze dějinné události, dějiny se tudíž stávají místem, kde je možno poznat Boha.

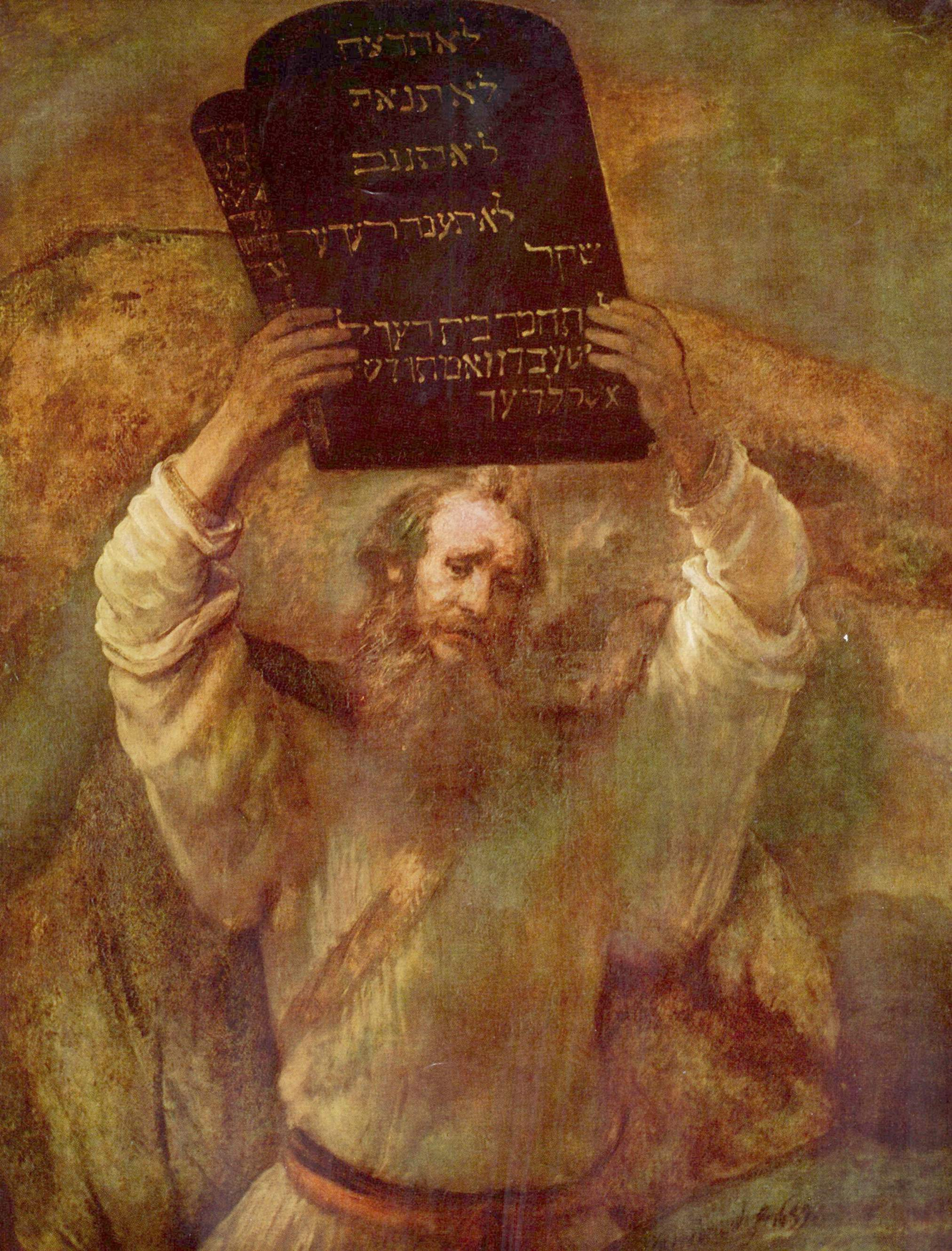
Mojžíš přináší desky Zákona (Tóry), kterou mu zjevil Bůh (Rembrandt van Rijn, 1659)

Biblické pojetí Boha podléhalo určitému vývoji. Starší texty zdůrazňují Boží smlouvu s celým izraelským národem, mladší texty vyzdvihují otázku osobní odpovědnosti a Boží lásku k jednotlivci. Tím je ovšem zároveň nastolena otázka teodiceje. Původní koncept utrpení jako trestu za hřích bylo možné uplatnit na národ jako celek (babylonské zajetí představovalo trest za nevěrnost izraelského národa smlouvě s Bohem), nikoli však na jednotlivce (utrpení často postihuje spravedlivého, kdežto hříšníkovi se daří dobře). Tento problém reflektuje především kniha Jób i rostoucí víra ve vzkříšení a nesmrtelnost duše.
Převedením těchto představ do řeckého jazyka a prostředí se mnohé změnilo. Klasická řecká filozofie sice dospěla k pojetí jednoho boha, přesto je pro ni slovo „bůh“ obecný pojem a pro většinu Řeků dokonce součást světa naší zkušenosti. V řeckém prostředí se Bohu přisuzují obecné pojmy, které hebrejská Bible nezná: jeho věčnost, nekonečnost, všemohoucnost nebo všudypřítomnost jsou nyní vlastnosti, jež se dají racionálně zkoumat a o nichž lze diskutovat. Na to později naváže křesťanská teologie.

### Vliv řecké filozofie v Palestině
Jasný vliv řecké filozofie na Bibli je zřejmý pouze v případě knihy Kazatel, jež byla sepsána asi ve 3. století př. n. l. Ani zde se však nejedná o systematickou racionální filozofii. Kniha nevznikla pod vlivem nějaké určité filozofické školy, nýbrž spíš pod vlivem populárního řeckého myšlení. Kazatelova skepse navíc není metodologickým principem, nýbrž spíše vyjádřením bezprostřední zkušenosti s „marností“.
Po úspěchu makabejského povstání (167–160 př. n. l.) se vliv řecké filozofie v Palestině sice dále projevoval, ve větší míře však helénismus přijímali jen saduceové, jejichž literatura se vůbec nedochovala. Farizejská ani esejská literatura řecké filozofické elementy téměř vůbec neobsahuje.

## Židovská helénistická filozofie

### Dobové pozadí
Na rozdíl od literární tvorby palestinských židů hrála řecká filozofie v tvorbě diasporních židů významnou roli. Přední postavení přitom měla židovská komunita v Alexandrii, jež se dostávala do úzkého styku s řeckou kulturou, vzděláním a myšlením. Alexandrijští židé se helénskému okolí přizpůsobovali natolik, že mnozí z nich již hebrejštině nerozuměli, a při liturgii proto používali řecký překlad Bible, nazývaný Septuaginta. Spolu s jazykem ovšem do myšlení diasporního židovstva pronikaly také judaismu cizí pojmy a myšlenky.
Židé obklopení helénistickým obyvatelstvem nemohli přijmout uzavřený „národní“ charakter palestinského židovstva. Ceremoniální a kultické záležitosti tak ustupovaly do pozadí a místo nich helénističtí židé zdůrazňovali všeobecné náboženské a mravní ideje Bible, čímž se snažili okolnímu obyvatelstvu ukázat univerzální platnost židovského náboženství a své rovnocenné, či dokonce nadřazené kulturní postavení.
Židovská propaganda byla relativně úspěšná, což naznačují časté zmínky o proselytech a sympatizantech s židovstvím v každém větším městě. Židé totiž své úsilí vyvíjeli v poměrně příhodnou dobu: řecká filozofie sice zpochybnila naivní víru v řecké bohy, na rozdíl od judaismu jako náboženství však nebyla s to poskytnout východisko z neustálého pochybování a nejistoty ani pevné životní vodítko.

### Charakter
Na pozadí těchto podmínek se rozvinula židovská helénistická filozofie, jež se snažila oslovit židy i Řeky. Mezi židovské rysy tohoto proudu filozofie patří především literární formy (průpovědi, midraše, biblické komentáře), zaměření na etiku a malý zájem o logiku a fyziku. Filozofie měla také především sloužit k porozumění židovskému náboženství. Aby židovští filozofové oslovili také nežidy, potlačili helénismu cizí ideu zmrtvýchvstání a uzpůsobili myšlenku posmrtné odplaty a odměny (ty měly přijít ihned po smrti, nikoli až v den Božího soudu).
Kromě judaismu tak židovští filozofové čerpali zvláště z myšlenek Platónových (zejm. idealistický dualismus: přirozený svět jevů × nadpřirozený svět pravého jsoucna, tělo × duše), ze stoicismu (alegorický výklad, hledání skrytého hlubšího významu), z Poseidónia (mystika a astrologie), z kynismu (literární forma dialogů) a z novopythagoreismu (význam čísel).

### Aristobúlos

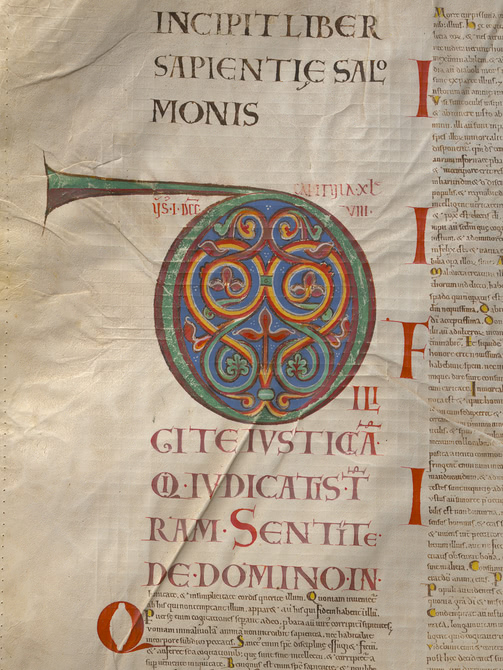
Titulní list Knihy Moudrosti v rukopise Codex gigas (13. století)

Prvním významným židovským filozofem, jehož dílo se alespoň fragmentárně dochovalo, byl Aristobúlos, který žil okolo roku 160 př. n. l. Snažil se především dokázat původ peripatetické filozofie v Bibli a závislost mnoha řeckých filozofů (zejména Platóna) na Mojžíšově učení. Za tímto účelem podsouval řeckým filozofům „židovská“ díla. Tyto podvrhy pak byly dlouho přejímány židovskými i křesťanskými autory. Také zaváděl alegorický výklad biblického textu a snažil se mírnit antropomorfní představy o Bohu.

### Moudrost Šalomounova
Moudrost Šalomounova (či Kniha Moudrosti, asi 3. století př. n. l.) je z filozofického hlediska významná především symbolickou postavou Moudrosti, jež vznikla na základě dobových spekulací o hypostasích, tj. zprostředkujících bytostech mezi Bohem a světem. Moudrost tak představuje dech Boží moci, čirý výron slávy Všemohoucího, odlesk věčného světla, obraz jeho dobrotivosti. Tento koncept nese jasné stopy dualismu: Bůh je světu natolik vzdálený, že je třeba zprostředkující bytosti (Moudrosti). Zároveň však kniha zůstává pevně zakotvena v židovském monoteismu a staví se proti modloslužbě a mravní uvolněnosti.

### Čtvrtá kniha Makabejská
4. knihu Makabejskou (1. století n. l.) sepsal řecky vzdělaný žid, jenž se snažil srozumitelným způsobem předložit židovskou víru helénistickému okolí. Tak stoický požadavek „vlády rozumu nad vášněmi“ vysvětluje na příkladu židovských mučedníků za makabejského povstání, jak je popsán ve 2. knize Makabejské. Ve srovnání se stoicismem je však myšlenka značně přetvořena: filozofií se zde rozumí hledání moudrosti v Tóře, rozumem se nemíní obyčejný lidský rozum, nýbrž zbožný rozum. Množství prvků charakteristických pro helénistickou filozofii však zůstalo zachováno: odměna a trest za lidské činy následuje ihned po smrti, nikoli až v den Božího soudu, rovněž chybí zmínky o zmrtvýchvstání či podsvětí.

### Filón Alexandrijský

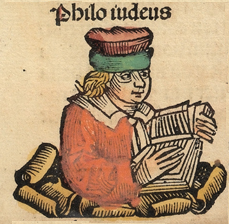
Filón na vyobrazení z 15. století

Nejvýznamnějším židovským helénským filozofem byl Filón Alexandrijský (asi 20 př. n. l. – 45 n. l.), který se pokusil spojit řeckou filozofii s židovskou vírou a etikou. Používal přitom metody alegorického výkladu Bible. Židovský ráz díla se projevuje, když Filón považuje Mojžíše nejen za největšího proroka, nýbrž také za největšího filozofa, Bibli pokládá za zjevení Boha lidstvu a za nejvyšší autoritu lidského života. Filón dále nabádá k plnění biblických příkazů, a to včetně jejich vnějších forem.
Helénismus se v jeho díle projevil snahou ukázat všeobecnou platnost Mojžíšova zákona. Koncept abstraktního a vzdáleného Boha, jenž je radikálně odlišný od hmoty a kterého lze nazírat jen skrze umrtvování smyslů, rovněž vychází z řecké filozofie. Své dílo Filón konečně podkládá citacemi celkem 64 řeckých autorů a přejímá myšlenky zejména Platóna, pythagorejců, stoiků a Poseidónia. Ačkoli se tedy Filón snažil odhalit hlubší pravdu zjeveného náboženství, jeho filozofický systém tradiční judaismus reinterpretoval, čímž se mu značně vzdálil. Rabíni proto Filónovu filozofii odmítli.
Významnou roli ovšem sehrál Filónův koncept Logu, zprostředkující ideji či podstatě mezi Bohem a stvořením. Filón se o Logu vyjadřuje jako o „Božím místodržiteli na zemi“, zároveň však také jako o „zástupci lidstva před Bohem“. Tato představa resonovala s křesťanským chápáním Krista, a Filón proto sehrál důležitou roli v křesťanské christologii.

## Filozofické prvky rabínského judaismu

### Vznik a charakter
První židovská válka (66–74) a zničení jeruzalémského chrámu znamenala pro vývoj judaismu zásadní změnu. Římská vojska zasadila saducejskému a esénskému hnutí smrtelnou ránu, takže se po zániku chrámové bohoslužby rozhodujícím proudem v palestinském židovství stal farizeismus, z něhož se vyvinul rabínský judaismus. Rabíni se obávali, aby tato rána palestinskému židovstvu nevedla k zapomenutí ústně předávaných tradic v judaismu a začali proto dochovanou tradici sepisovat. Z těchto zápisů postupně vznikla základní díla rabínské literatury – midraše, Mišna (která společně s výkladem – Gemarou tvoří Talmud) a Tosefta. Zkušenost drtivé porážky se navíc promítla i do židovských náboženských konceptů.
Talmud ovšem není sepsán jako filozofické pojednání. Většinu jeho textu tvoří výroky právní povahy a komentáře k jednotlivým filozofickým otázkám jsou roztroušeny v různých částech tohoto díla a nezřídka si protiřečí. Talmud nevytvořil teologický ani filozofický systém, ale zaznamenává spíše určitou metodu exegeze a teologické reflexe. V židovské helénistické filozofii rabíni spatřovali nebezpečný odklon od podstaty judaismu, do rabínského judaismu tudíž proniklo jen relativně málo prvků řecké filozofie, a to navíc často jen ve zpopularizované formě (například stoická umírněnost či platónská myšlenka preexistence duší). Mnohem větší vliv na utváření rabínského judaismu měl gnosticismus, rabíni ovšem odmítli jeho radikální formu, podle níž je hmota v podstatě zlá a nezávislá na Bohu. Rabíni nakonec gnosticismus zcela zavrhli, myšlenky židovského gnosticismu se ovšem občas objevovaly v postranních proudech židovství ve formě mystiky.

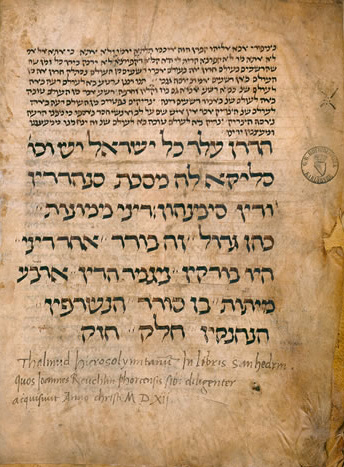
Codex Reuchlin, rukopis Talmudu z 15. století

Talmud díky tomu, že nepodal jasně vymezenou nauku, poskytl budoucím generacím židovských učenců značnou svobodu interpretace a umožnil tak rozvoj středověké židovské filozofie.

### Základní postoje
Rabínský judaismus především rozvíjel základní biblické ideje: transcendentní Bůh je Stvořitelem světa, dává Izraeli svůj Zákon a řídí běh dějin. Dále také pokračovalo přesouvání důrazu ze zodpovědnosti společenství a národa na zodpovědnost každého jednotlivce. Posílily se mesianistické naděje a víra v nadčasový svět, což vedlo k přehodnocení současného světa, který se stal „pouhým“ prostorem příprav na budoucí svět a místem služby Bohu. I přes snahu o umírněnost mohl takový postoj občas sklouznout k asketismu a odmítání světa.
Podobný asketický potenciál měl i přístup k člověku. Pod vlivem řecké filozofie rabíni sice přijali dualismus těla a duše, odmítli však přijmout Platónovu myšlenku, že tělo je vězením duše: tělo naopak představuje Bohem danou součást člověka a cílem lidského života je služba Bohu ve světě veškerými lidskými silami. Velkou hodnotu rabíni připisují studiu Božích zákonů a ve službě Bohu rozlišují službu z lásky a ze strachu. Na otázku utrpení spravedlivého člověka ovšem ani rabínský judaismus podobně jako biblický judaismus nedokázal poskytnout uspokojivou odpověď.